# Kingman (Indiana)
Kingman – miasto w Stanach Zjednoczonych, w stanie Indiana, w hrabstwie Fountain.